# نموذج مواد ماكسويل
نموذج مواد ماكسويل هي موادة مرونية لزوجية تحوي خاصيتي المرونة واللزوجة. ويسمى باسم العالم جيمس ماكسويل الذي اقترح هذا النموذج عام 1867.

## تعريف النموذج

نموذج مواد ماكسويل يصل الزنبرك (على اليمين) والنبيطة (على اليسار) بالتسلسل

يمكن تمثيله نموذج ماكسويل بنبيطة (Dashpot) لزج وزنبرك مَرِن موصولان بالتسلسل. وبهذه الصورة يصبح الإجهاد الإجمالي (Total stress) والانفعال الإجمالي (Total strain) كم يلي:
{\displaystyle {\sigma _{Total}}={\sigma _{D}}={\sigma _{S}}}
{\displaystyle {\epsilon _{Total}}={\epsilon _{D}}+{\epsilon _{S}}}
حيث أن:
- {\displaystyle {\sigma _{Total}}} الإجهاد الإجمالي (Total stress)
- {\displaystyle {\sigma _{D}}} إجهاد النبيطة (Dashpot stress)
- {\displaystyle {\sigma _{S}}} إجهاد الزنبرك (Spring stress)
- {\displaystyle {\epsilon _{Total}}} الانفعال الإجمالي (Total strain)
- {\displaystyle {\epsilon _{D}}} انفعال النبيطة (Dashpot strain)
- {\displaystyle {\epsilon _{S}}} انفعال الزنبرك (Spring strain)

وباشتقاق الانفعال الإجمالي بالنسبة للوقت تصبح معادلة الانفعال:
{\displaystyle {\frac {d\epsilon _{Total}}{dt}}={\frac {d\epsilon _{D}}{dt}}+{\frac {d\epsilon _{S}}{dt}}}
وباشتقاق معادلت الزنبرك بالنسبة للوقت:
{\displaystyle {\sigma _{S}}=E*\epsilon _{S}}
{\displaystyle {\frac {d\sigma _{S}}{dt}}=E*{\frac {d\epsilon _{S}}{dt}}}
{\displaystyle {\frac {d\epsilon _{S}}{dt}}={\frac {1}{E}}*{\frac {d\sigma _{S}}{dt}}}
وبتحويل معادلتي النبيطة:
{\displaystyle {\sigma _{D}}={\eta }*{\frac {d\epsilon _{D}}{dt}}}
{\displaystyle {\frac {d\epsilon _{D}}{dt}}={\frac {1}{\eta }}*{\sigma _{D}}}
وبتعويضهما في الاشتقاق الأول:
{\displaystyle {\frac {d\epsilon _{Total}}{dt}}={\frac {1}{\eta }}*{\sigma _{D}}+{\frac {1}{E}}*{\frac {d\sigma _{S}}{dt}}={\frac {1}{\eta }}*{\sigma _{Total}}+{\frac {1}{E}}*{\frac {d\sigma _{Total}}{dt}}}
وتصبح معادلة تغير الإجهاد والانفعال بالنسبة للوقت لنموذج مواد ماكسويل:
{\displaystyle {\frac {1}{E}}{\frac {d\sigma }{dt}}+{\frac {\sigma }{\eta }}={\frac {d\epsilon }{dt}}}
أو بأسلوب النقطة:
{\displaystyle {\frac {\dot {\sigma }}{E}}+{\frac {\sigma }{\eta }}={\dot {\epsilon }}}

## اقرأ أيضا
- النموذج القياسي الخطي الصلبة
- نموذج مواد كلفن فويغت